# Miserit
Miserit ist ein selten vorkommendes Mineral aus der Mineralklasse der „Silikate und Germanate“ mit der chemischen Zusammensetzung KCa5◻[OH|F|Si2O7|Si6O15] und damit chemisch gesehen ein Kalium-Calcium-Silikat mit zusätzlichen Fluor- und Hydroxidionen. Strukturell gehört er zu den Ketten- und Bandsilikaten (Inosilikaten). Das Quadrat-Symbol ◻ zeigt an, dass dieser Strukturplatz nicht vollständig besetzt ist.
Miserit kristallisiert im triklinen Kristallsystem und entwickelt meist feinfaserige bis prismatische Kristalle, kommt aber auch in spaltbaren Massen von rotbrauner, himbeerroter oder rosa Farbe vor. Auf der Strichtafel hinterlässt Miserit allerdings ähnlich wie Rhodochrosit einen weißen Strich. Seine Kristalle sind durchsichtig bis durchscheinend und weisen einen glasähnlichen Glanz auf.
Mit einer Mohshärte von 5,5 bis 6 gehört Miserit noch zu den mittelharten Mineralen, die sich ähnlich wie das Referenzmineral Orthoklas noch mit einer Stahlfeile ritzen lassen.

## Etymologie und Geschichte
Erstmals entdeckt wurde Miserit im Steinbruch „North Wilson“ der „Union Carbide Vanadium Mine“ bei Wilson Springs im Garland County des US-Bundesstaates Arkansas.
Beschrieben wurde das Mineral 1950 durch Waldemar Theodore Schaller, der es nach dem Geologen und Mitarbeiter der USGS Hugh Dinsmore Miser (1884–1969) benannte. Schaller korrigierte damit eine zuvor durch J. Francis Williams 1891 erfolgte Beschreibung, der das Mineral irrtümlich für ein natriumreiches Analogon von Xonotlit hielt und entsprechend als Natroxonotlit bezeichnete.
Das Typmaterial des Minerals soll sich im National Museum of Natural History in Washington, D.C. befinden. Diese Angabe wird allerdings vom Typmineral-Katalog der International Mineralogical Association (IMA) nicht bestätigt.
Da der Miserit bereits lange vor der Gründung der International Mineralogical Association (IMA) bekannt und als eigenständige Mineralart anerkannt war, wurde dies von ihrer Commission on New Minerals, Nomenclature and Classification (CNMNC) übernommen und bezeichnet den Miserit als sogenanntes „grandfathered“ (G) Mineral. Die ebenfalls von der IMA/CNMNC anerkannte Kurzbezeichnung (auch Mineral-Symbol) von Miserit lautet „Mis“.

## Klassifikation
Bereits in der veralteten 8. Auflage der Mineralsystematik nach Strunz gehörte der Miserit zur Klasse der „Silikate und Germanate“ und dort zur Abteilung der „Kettensilikate und Bandsilikate (Inosilikate)“, wo er zusammen mit Scawtit und Yuksporit sowie den fraglichen Mineralen Istisuit und Jusit im Anhang der Tobermorit-Okenit-Gruppe mit der System-Nummer VIII/D.10 und den Hauptmitgliedern Nekoit, Okenit, Plombièrit, Riversideit und Tobermorit eingeordnet ist.
Im zuletzt 2018 überarbeiteten und aktualisierten Lapis-Mineralienverzeichnis nach Stefan Weiß, das sich im Aufbau noch nach dieser alten Form der Systematik von Karl Hugo Strunz richtet, erhielt das Mineral die System- und Mineral-Nr. VIII/F.35-030. In der „Lapis-Systematik“ entspricht dies ebenfalls der Abteilung „Ketten- und Bandsilikate“, wo Miserit zusammen mit Canasit, Charoit, Eveslogit, Fluorcanasit, Frankamenit und Yuksporit die unbenannte Gruppe VIII/F.35 bildet.
Auch die von der IMA verwendete 9. Auflage der Strunz’schen Mineralsystematik ordnet den Miserit in die Abteilung der „Ketten- und Bandsilikate (Inosilikate)“ ein. Diese ist allerdings weiter unterteilt nach der Struktur der Silikatketten, so dass das Mineral entsprechend seinem Aufbau in der Unterabteilung „Ketten- und Bandsilikate mit 3-periodischen Einfach- und Mehrfachketten“ zu finden ist, wo es als einziges Mitglied die unbenannte Gruppe 9.DG.85 bildet.
Die vorwiegend im englischen Sprachraum gebräuchliche Systematik der Minerale nach Dana ordnet den Miserit ebenfalls in die Klasse der „Silikate und Germanate“, dort allerdings in die bereits feiner unterteilte Abteilung der „Kettensilikate: Säulen- oder Röhren-Strukturen“ ein. Hier ist er zusammen mit Frankamenit in der unbenannten Gruppe 70.02.01 innerhalb der Unterabteilung „Kettensilikate: Säulen- oder Röhren-Strukturen mit Si2O7-Dimeren“ zu finden.

## Kristallstruktur
Miserit kristallisiert triklin in der Raumgruppe P1 (Raumgruppen-Nr. 2) mit den Gitterparametern a = 10,10 Å; b = 7,38 Å; c = 16,01 Å; α = 96,4°; β = 76,6° und γ = 111,1° sowie zwei Formeleinheiten pro Elementarzelle.

## Bildung und Fundorte

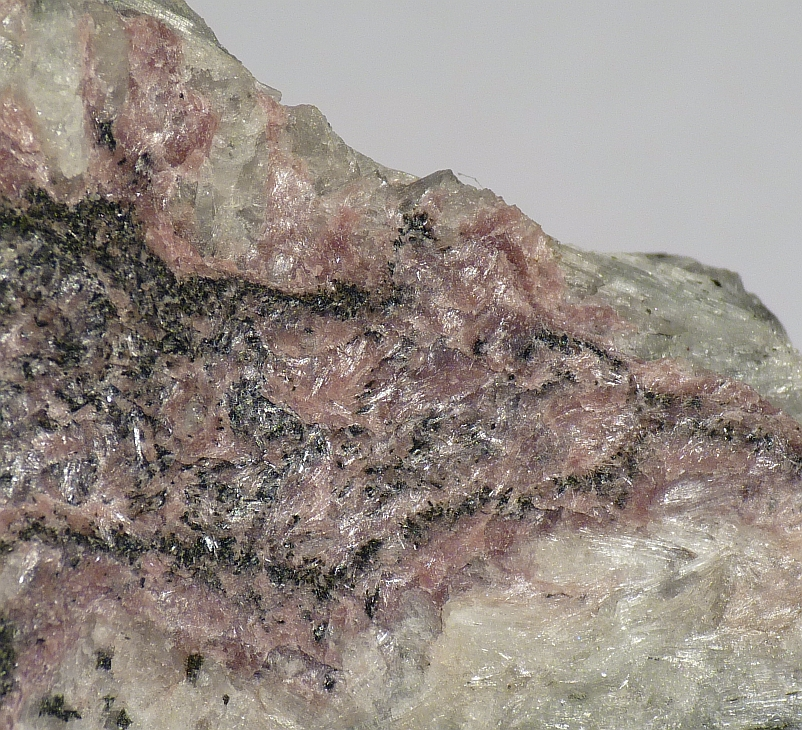
Miserit (rosa) mit Pektolith (weiß) aus der Union Carbide Mine, Wilson Springs, Garland County, Arkansas, USA (Sichtfeld 2,5 mm)

Miserit bildet sich in metamorph umgewandelten Schiefer in Kontakt mit Nephelin-Syenit-Dykes, aber auch in Karbonatit oder Quarz-Albit-Aegirin-Adern oder Albitit-Syeniten. Als Begleitminerale können unter anderem Baratovit, Ekanit, Eudialyt, Fluorit, Hornblende, Mosandrit, Orthoklas, Skapolith, Titanit und Wollastonit auftreten.
Als seltene Mineralbildung konnte Miserit nur an wenigen Fundorten nachgewiesen werden, wobei weltweit bisher rund 15 Fundorte dokumentiert sind (Stand 2023). Neben seiner Typlokalität, dem Steinbruch „North Wilson“ in Arkansas ist das Mineral in den Vereinigten Staaten von Amerika (USA) bisher nur noch vom Wind Mountain im Otero County (New Mexico) sowie vom Wausau Plateau und dem Steinbruch „Rotten granite“ im Marathon County (Wisconsin).
Weitere bisher bekannte Fundorte sind unter anderem Les Lacs-du-Témiscamingue in der Gemeinde Témiscamingue und der Steinbruch „Poudrette“ am Mont Saint-Hilaire in Kanada, das Khodzhaachkan-Massiv im Soʻxtal (Sokh Valley) im Alai-Gebirge von Kirgisistan, das Murun-Massiv und das Yakokut-Massiv im Aldanhochland in Ostsibirien sowie die Chergilen nahe Chekunda in der fernöstlichen Region Chabarowsk in Russland und der Gletscher Dara-i-Pioz (auch Darai-Pioz) im Alai-Gebirge in Tadschikistan.